# Полгар, Ласло (педагог)
Ла́сло По́лгар (венг. Polgár László, настоящая фамилия — Про́тьовин (Protyovin); род. 11 мая 1946, Дьёндьёш, Венгрия) — венгерский учитель, отец трёх знаменитых шахматисток: Сьюзен (Жужи), Софии и Юдит; шахматный журналист и педагог, эсперантист.

## Биография
Отец Ласло Полгара — Армин Протьовин (венг. Protyovin Ármin, 1900—1992) — во время Второй мировой войны был привлечён к введённой для венгерских евреев «трудовой повинности»; его мать Белла Гельбман (венг. Gelbmann Szerén, родом из Берегово) выжила в концентрационном лагере Освенцим, но его дедушка и бабушка были там убиты. Ласло был воспитан в религиозной семье и хотел стать раввином. Его мать эмигрировала в 1956 году с младшей сестрой Ласло на Запад, в то время как он остался со своим отцом и закончил еврейскую гимназию в Будапеште. В дальнейшем он работал сварщиком и посещал вечерние курсы педагогики, психологии и эсперанто. Позднее он работал в средней школе учителем черчения и этики.
Переписывался со своей будущей женой Кларой Альтбергер (венг. Altberger Klára), которая жила в селе Вилок Виноградовского района УССР и училась в это время в Ужгородском государственном университете (в статье ошибочно указан пединститут). Клара происходила из семьи венгерских евреев, которые проживали на территории, отошедшей после войны к СССР. Её семья была близко знакома с матерью будущего мужа, уроженкой тех же мест; она и дала Кларе адрес Ласло для переписки. Впервые они встретились в 1965 году в Будапеште, а 20 апреля 1967 года поженились. 19 апреля 1969 года у них родилась первая дочь Сьюзен (Жужа).

## Педагогика
Теория Полгара гласит, что талант не врождён, а прививается воспитанием. На эту систему взглядов оказали влияние труды американского психолога Д. Уотсона. Полгар изучал биографии известных гениев, таких как В. Моцарт и К. Гаусс. Из этого он сделал заключение, что дети уже с малых лет могут показывать необыкновенные результаты, если будут систематически и интенсивно обучаться. Чтобы доказать это практически, он полностью посвятил себя воспитанию дочерей, которым вместе с женой дал только домашнее образование. После долгой переписки с уполномоченным министерством он получил на это разрешение в порядке исключения.
Игру в шахматы он выбрал из-за того, что там можно легко проследить за успехами по игре в турнирах. Сама Жужа рассказывает, что шахматы появились случайно, а отец планировал сделать её математиком. Все его дочери стали очень сильными шахматистками: Сьюзен, или Жужа, — чемпионка мира среди женщин и гроссмейстер среди мужчин, Юдит — сильнейшая шахматистка всех времён, достигала рейтинга выше 2700, играя исключительно в мужских турнирах, София — международный мастер среди мужчин. Ласло высказал мнение, что для достижения больших результатов нужно всегда мериться силами с сильнейшими, поэтому его дочери выступали преимущественно в мужских турнирах, что вначале не очень одобрялось Венгерским шахматным союзом.
Ласло Полгар — автор ряда книг по своей методике воспитания таланта, учебников по шахматной игре, сборников шахматных этюдов и юмористических историй из жизни шахматистов, антологии игр венгерских шахматистов-евреев, обзора шахматной темы в литературе на эсперанто.

## Книги

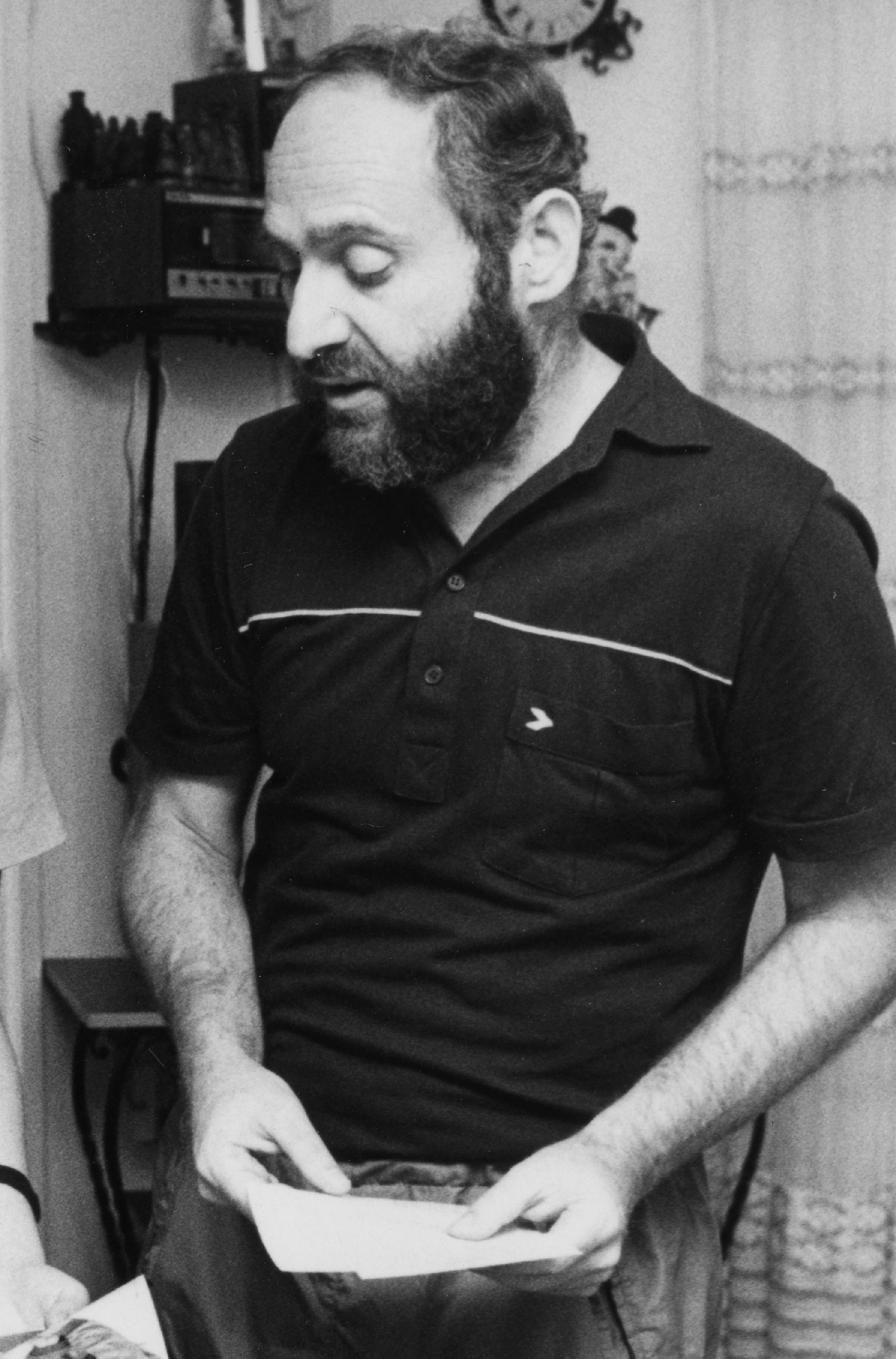
Ласло Полгар в 1989 году

- Nevelj zsenit! (Bring Up Genius!), 1989 (ISBN 963-01-9976-9)
- Chess: 5334 Problems, Combinations, and Games, 1994 (ISBN 1-884822-31-2)
- Minichess, 1995 (ISBN 963-450-805-7)
- Chess: Reform Chess, 1997 (ISBN 3-89508-226-0)
- Chess: Middlegames, 1998 (ISBN 3-89508-683-5)
- Chess: Endgames, 1999 (ISBN 3-8290-0507-5)
- Királynők és királyok. Sakk, Szerelem, Szex, 2004 (ISBN 963-216-008-8)
- Salom haver: Zsidó származású magyar sakkozók antológiája, 2004 (ISBN 963-214-570-4)
- PeCHESS ember elCHESSte, 2004 (ISBN 963-86531-1-6)
- Polgar Superstar Chess, 2004 (ISBN 963-216-009-6)
- Polgar Superstar Chess II, 2005 (ISBN 963-86531-4-0)
- I Love Superstar Chess, 2005 (ISBN 963-86738-5-0)
- Hatágú csillag. Sakk, képzőművészet és humor, 2005 (ISBN 963-86531-5-9)
- Biztonság. Sakk és humor, 2005 (ISBN 963-86531-9-1)
- Knight, 2005 (ISBN 963-86738-2-6)
- Queens, 2005 (ISBN 963-86738-0-X)
- Blanka: Miniaturaj ŝakproblemoj (White: Miniature chess problems), 2005 (ISBN 963-86531-7-5)
- Sakkmat(t)ek. Sakk, matematika, humor, 2005 (ISBN 963-86531-6-7)
- Eszperantó és sakk (Chess in Esperanto), 2006 (ISBN 963-86738-7-7)
- La stelita stel', 2006 (ISBN 963-87042-0-9)
- Nevelhetsz zsenit…, 2008

### На русском
- Шахматы. 5334 задачи, комбинации и партии, 2015 (ISBN 978-5-699-76136-4)